# Bolbelasmus bocchus bocchus
Bolbelasmus bocchus bocchus é uma subespécie de insetos coleópteros polífagos pertencente à família Geotrupidae.
A autoridade científica da subespécie é Erichson, tendo sido descrita no ano de 1841.
Trata-se de uma subespécie presente no território português.